# Super Parka
Ramón Ibarra Banda (24 de mayo de 1956) es un luchador profesional mexicano que trabaja como Super Parka. Ibarra, también trabajó como Volador desde 1990 hasta 1997 y como Super Parka a partir de entonces. Ibarra es parte de una familia luchística, es padre de Volador Jr., el abuelo de Flyer y el tío de LA Park (el La Parka original), quien fue la inspiración para el personaje Super Parka. 
Ha trabajado para el CMLL, Lucha Libre AAA, International Wrestling Revolution Group (IWRG) y la World Wrestling Association (WWA). Trabaja principalmente en el circuito independiente mexicano y estadounidense. Aunque fue desenmascarado en México, Ibarra todavía usa la máscara Super Parka cuando lucha en los Estados Unidos.

## Carrera de lucha libre profesional
Ibarra debutó en la lucha libre profesional en 1976 bajo el nombre de ring Remo Banda, sin máscara. También trabajó como el enmascarado Rayo Norteño, pero perdió la máscara en una Lucha de Apuesta contra El Pantera (no el Pantera actual) el 18 de julio de 1976. Desde entonces luchó como Remo Banda.

### Volador (1990–1997)
A finales de 1990, EMLL decidió Ramón Ibarra volviera a trabajar como luchador enmascarado ya que querían refrescar su personaje después de 14 años siendo Remo Banda. Inicialmente EMLL le ofreció a Ibarra el nombre y la máscara de Oro, pero Ramón rechazó la oferta ya que la máscara tenía una visibilidad limitada debido a la malla sobre los ojos. EMLL encontró a un joven luchador para interpretar a Oro mientras creaban otro personaje de máscara y ring para Ibarra llamado Volador. Volador hizo equipo con Ángel Azteca y juntos ganaron el Campeonato Nacional de Parejas de México el 9 de marzo de 1991, cuando derrotaron al equipo de Pierroth Jr. y Bestia Salvaje. El equipo mantuvo el campeonato durante sólo 81 días antes de perderlo ante Los Destructores (Tony Arce y Vulcano) el 29 de mayo de 1991. Tras la derrota del equipo, Volador y Ángel Azteca se separaron amistosamente y cada luchador se centró en su propia carrera a partir de entonces. 
A principios de 1992, Volador comenzó a hacer equipo con un joven luchador muy talentoso llamado Misterioso y juntos ganaron el título nacional en parejas de México ante Los Destructores el 8 de marzo de 1992. A mediados de 1992, el Antonio Peña, formó su propia promoción, Lucha Libre AAA Worldwide) y se llevó a varios luchadores de EMLL con él, como Volador y Misterioso, quienes se llevaron el Campeonato Nacional de Parejas de México con ellos a AAA  El equipo mantuvo los cinturones hasta el 28 de agosto de 1992, donde los perdieron ante Los Destructores como parte de una rivalidad que se había trasladado de EMLL a AAA. Volador y Misterioso recuperaron el campeonato, pero finalmente perdieron el título el 12 de febrero de 1993.
Al perder este título, Misterioso se convirtió en luchador rudo y comenzó una rivalidad contra Volador. El 15 de julio de 1995 apostaron un máscara contra máscara para terminar con dicha rivalidad. El evento reunió a una multitud de 16,000 personas en El Torero de Tijuana.
Durante el encuentro el cornerman de Misterioso, Blue Panther, intentó lesionar a Volador con un martinete. Misterioso acudió en ayuda de su ex amigo, salvándolo de Pantera Azul pero terminó noqueado por un golpe de silla en la cabeza. Por respeto a su excompañero y en agradecimiento a lo que acababa de hacer, Volador arrastró al inconsciente Misterioso encima de sí y permitió que el árbitro contara hasta tres. 
Después del combate Misterioso le suplicó a Volador que no se desenmascarara, pero Volador cumplió su palabra y se desenmascaró.

### Super Parka (1997-actualidad)
En marzo de 1997, Ramón Ibarra se puso un nuevo personaje y máscara en el ring, la de Súper Parka, un personaje inspirado en el exitoso personaje La Parka de su sobrino Adolfo Tapia . 
Durante esta temporada Ibarra luchó desenmascarado como Volador en AAA y enmascarado como Súper Parka en arenas independientes.. 
Cuando Volador perdió la cabellera contra Pimpinela Escarlata, fue suspendido por la Comisión de Box y Lucha Libre de la Ciudad de México por romper las reglas establecidas para los luchadores enmascarados. La suspensión no se levantó hasta que Ibarra dejó de luchar como Volador y trabajó como Súper Parka a tiempo completo. En 1999 Super Parka trabajó para International Wrestling Revolution Group (IWRG) en Naucalpan, Estado de México, donde derrotó a Pirata Morgan para ganar el Campeonato Intercontinental Peso Pesado de IWRG. Mantuvo el título durante 23 días, el reinado más corto para cualquier Campeón Intercontinental Peso Pesado de IWRG, antes de perder el cinturón ante Scorpio, Jr. 

## Vida personal
Ramón Ibarra es parte de una familia luchística, su hijo lucha como Volador Jr. y su nieto trabaja como Flyer. Sus hermanos también luchan, son conocidos bajo los nombres de Johnny Ibarra y El Desalmado. Sus sobrinos son la leyenda de la lucha libre LA Park y el luchador El Hijo de Cien Caras. También es el tío abuelo del hijo de LA Park, que lucha como El Hijo de LA Park.